# La ejecución del mariscal Ney
La ejecución del mariscal Ney (en francés: L'exécution du maréchal Ney) es una pintura de 1868 del artista francés Jean-Léon Gérôme. Representa al mariscal francés Michel Ney inmediatamente después de su ejecución el 7 de diciembre de 1815, con el pelotón de fusilamiento marchándose del lugar. En la pared detrás del cadáver de Ney hay dos inscripciones: una que dice «vive l'empereur» («larga vida al emperador») y está tachada, y otra que dice «vive» justo antes de los impactos de bala de la ejecución.  Para Gérôme, las pintadas se referían a los múltiples cambios de lealtad de Ney entre Napoleón y la Casa de Borbón. 
El cuadro pertenece a la Fundación de galerías y museos de Sheffiel desde 1931 y se encuentra en la colección de la Graves Art Gallery de Sheffield (Inglaterra).

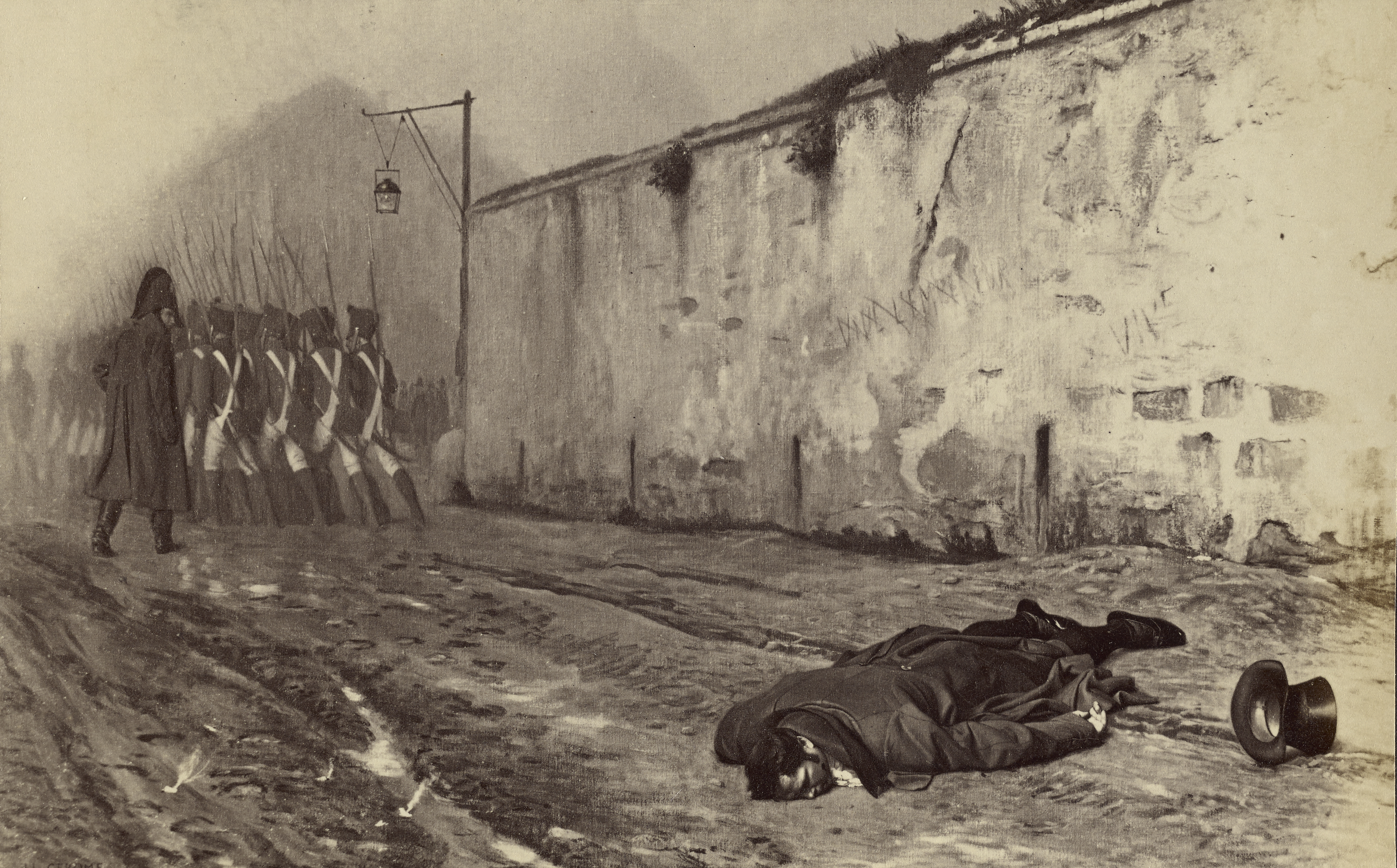
Copia a la albúmina de la obra.

## Antecedentes históricos
Michel Ney fue un mariscal del ejército de Napoleón, una figura heroica llamada «el más valiente entre valientes» por Napoleón.  Cuando Napoleón abdicó en 1814, Ney juró lealtad a la monarquía borbónica, pero cuando Napoleón regresó a Francia, Ney se reunió con su antiguo líder. Cuando se restableció la monarquía en 1815, el mariscal Ney fue acusado de conspirar para el regreso de Napoleón y acusado de traición. Durante su ejecución se negó a llevar una venda en los ojos y se le permitió dar la orden de disparar. 

## Recepción

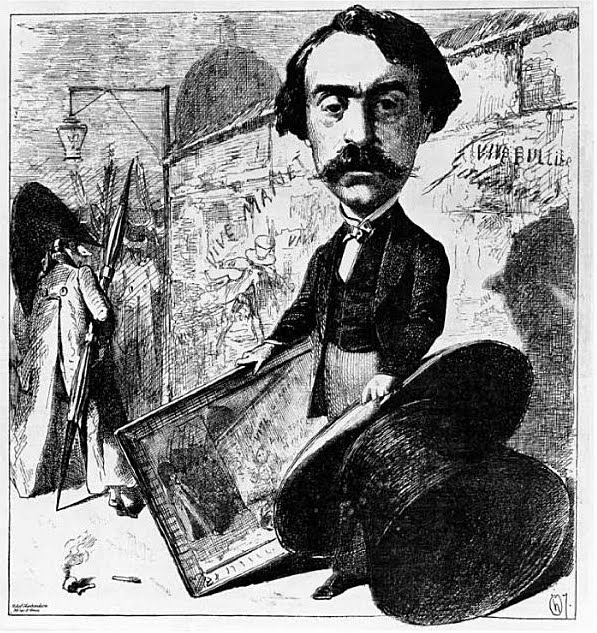
Caricatura de Gérôme realizada por Henri Oulevay, comentando la polémica suscitada por La ejecución del mariscal Ney.

El cuadro fue presentado en el Salón de París de 1868. Aunque la ejecución de Ney había ocurrido hace más de cincuenta años, una representación del incidente todavía despertaba emociones y creaba controversia. En nombre de los descendientes de Ney, se pidió a Gérôme que retirara el cuadro, pero él no accedió. 
La recepción general estuvo muy dividida y el Salón de 1868 marcó el comienzo de una división duradera entre Gérôme y muchos críticos de arte franceses. Los críticos acusaron a la pintura de basarse en técnicas literarias, de comercializar el arte y de introducir la política en el arte.  Théophile Gautier escribió una crítica positiva destacando los detalles que dan significado a la pintura, el tratamiento que Gérôme da al tema de la muerte y el éxito de la pintura al capturar un clima mental. 
Henri Oulevay hizo una caricatura en la que se representa a Gérôme frente a la pared con críticos de arte como el pelotón de fusilamiento que se aleja, portando bolígrafos y plumas de ave en lugar de rifles. «Vive Manet» está garabateado en la pared, una referencia a la serie de pinturas de La ejecución del emperador Maximiliano realizadas por Édouard Manet que retrataron gráficamente la ejecución por fusilamiento del emperador Maximiliano I de México en 1867. 
El año anterior, Gérôme había expuesto La muerte de César, que presenta similitudes estructurales y temáticas con La ejecución del mariscal Ney, con el cadáver en primer plano y los asesinos partiendo de espaldas al espectador. También en ese cuadro (como también en El duelo después de la mascarada y Jerusalén), «de manera característica, Gérôme... no representó el incidente en sí, sino sus consecuencias inmediatas». 